# 칸예 웨스트
칸예 웨스트(영어: Kanye West 카녜이[*] /ˈkɑːnjeɪ/; 1977년 6월 8일~) 또는 예(영어: Ye; /jeɪ/)는 미국의 래퍼, 가수, 작곡가, 녹음 프로듀서, 패션 디자이너, 정치인, 사업가이다. 힙합 업계에서 가장 영향력 있고 유명한 인물 중 하나인 칸예는 그의 예술적이고 독창적인 음악 스타일과 정치적, 사회적으로 극단적인 언행으로 유명하다.
애틀랜타에서 나고 시카고에서 자란 칸예는 예술 학교에 잠시 재학한 이후 로커펠라 레코드에 2000년 초엽 프로듀서로 취직, 제이 Z와 앨리샤 키스 등 아티스트의 히트 싱글을 프로듀싱한다. 래퍼로써 솔로 경력을 밀고 나가기로 결심한 칸예는 2004년 폭넓게 찬사받고 상업적으로 성공한 《The College Dropout》을 발매하고 음반 레이블 GOOD 뮤직을 설립했다. 후속 음반 《Late Registration》 (2005), 《Graduation》 (2007), 《808s & Heartbreak》 (2008) 등에서 다양한 스타일을 시도하기도 한다. 2010년 다섯 번째 음반 《My Beautiful Dark Twisted Fantasy》가 비평가의 열렬한 극찬을 받았으며, 2013년 익스페리멘탈 힙합 장르에서 가장 음악적으로 완성도가 높다고 평가받는 그의 여섯 번째 음반 《Yeezus》과 가장 칸예다운 칸예의 음반으로 평가받는 일곱 번째 음반 《The Life of Pablo》은 피치포크 등의 비평가들에게 매우 호평을 받았다. 이후 2018년 여덟 번째 음반 《ye》부터 2022년 열한 번째 음반 《Donda 2》까지의 작품들은 명작이라고는 할 수 없으나, 빌보드 200에서 지속적으로 차트 1위를 달성하는 등 수작으로 평가되고 있다. 칸예는 이외에도 JAY-Z와 《Watch the Throne》을, 키드 커디와 《Kids See Ghosts》를, 타이 달라 사인과 《Vultures 1》을 발매하였다. 칸예는 또한 패션 업계에서도 큰 영향력을 발휘하여 나이키, 발렌시아가, 갭 등과 협업을 진행하였으며 그의 브랜드 이지는 아디다스와 아디다스 이지를 출시하였다.
칸예의 직설적이고 극단적인 언행은 언론과 미디어에서 매우 큰 주목을 받고 거의 항상 논란이 되고 있었다. 급기야 그는 2022년 10월 홀로코스트를 부정하고 히틀러를 찬양하는 등 반유대주의적 발언을 지속하였고, 이후 아디다스, 갭, 발렌시아가 등 여러 패션 브랜드와 음반사들로부터 계약 해지를 당하는 사태가 빚어졌다.

## 커리어

### 1996 ~ 2002: 초기 작업물과로커펠라
칸예 웨스트의 프로듀서로써의 커리어는 1990년 중반부터 시작되었다. 그는 시카고 지역의 래퍼들의 비트를 제작하며 19살에 언더그라운드 래퍼 Grav의 앨범 Down to Earth를 프로듀싱하고 처음 알려지게 된다. 90년대의 칸예는 다른 언더그라운드 래퍼들의 비트를 프로듀싱하며 커리어를 쌓고 있었다.

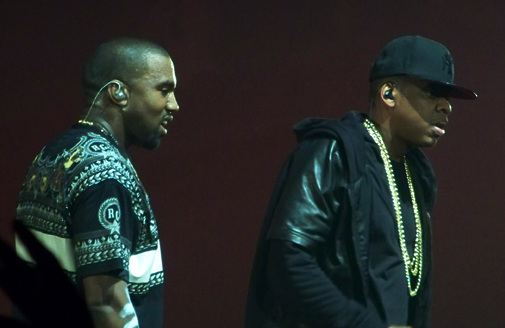
West received early acclaim for his production work on Jay-Z's The Blueprint. The two are pictured here in 2011.

2000년에 칸예는 로커펠라 레코즈에서 프로듀서로 활동하기 시작했다. 칸예는 2001년 롤링 스톤지가 선정한 가장 위대한 힙합 앨범 목록에 포함된 제이Z의 앨범 The Blueprint에 참여하게 되었는데, 제이Z의 2000년대에 들어서 점점 꺼져가던 커리어가 화려하게 부활한 데에는 칸예의 프로덕션이 아주 큰 영향을 미쳤다. 칸예는 또한 비니 시걸과 프리웨이와 같은 레이블 소속 아티스트의 비트를 제작했으며, 루다크리스, 앨리샤 키스, 자넷 잭슨 등 다른 레이블의 아티스트들의 비트들도 제작해 주었다. 칸예가 프로듀서로써의 영향력을 공고하게 한 것과 달리, 중산층 출신의 칸예는 주류 힙합과 상당히 동떨어진 위치에 있었기에 캐피틀 레코즈와 같은 음반사들은 갱스터도 아닌 그냥 중산층 출신의 일반 흑인이 무슨 힙합을 하냐며 그가 래퍼로 활동하게 해달라는 요청을 번번히 거절하였다. 그렇지만 칸예의 프로듀싱 능력은 매우 뛰어났기에, 그를 포기할 수 없었던 로커펠라는 마지못해 그가 래퍼로써 활동하는 것을 승인하게 된다.
2002년 그는 교통사고를 당해 턱이 산산조각 나는 큰 부상을 입었지만 칸예는 병원 신세를 지내는 도중 큰 영감을 받게 된다. 병원에 입원한 지 2주 후, 그는 턱이 아직 다 낫지 않은 상태에서 Through the Wire를 녹음하게 된다. 이 곡은 칸예의 첫 믹스테이프 Get Well Soon...에 처음 수록되었으며, 이 믹스테이프는 2002년 12월에 발매되었다. 동시에, 칸예는 The College Dropout이라는 앨범을 작업 중이라고 발표했으며, 이 앨범의 전반적인 주제는 "자신의 결정을 내리라. 사회가 '이것이 너가 해야 할 일이다'라고 말하게 하지 말라"는 것이었다.

### 2003–2006:The College Dropout과Late Registration
칸예가 교통사고에서 회복하는 동안 로스앤젤레스에서 The College Dropout를 녹음했다. 이 앨범은 출시일 몇 달 전에 유출되었으며, 칸예는 이 기회를 이용해 앨범을 수정하고 보강했다. 2004년 2월에 앨범은 발매되었고, 빌보드 200 차트에서 2위를 하는 등 엄청난 기록을 세웠다. 첫 번째 싱글 Through the Wire는 빌보드 핫 100 차트에서 15위를 기록했고, 두 번째 싱글 Slow Jamz는 1위를 기록했다. The College Dropout는 비평가들의 찬사를 받으며 그래미에서 최우수 랩 앨범 상을 수상했다.
그의 두 번째 앨범 Late Registration 제작에는 200만 달러와 1년 이상의 긴 시간이 소요되었다. 포티스헤드의 1998년 라이브 앨범 Roseland NYC Live에서 영감을 받고 존 브리온과 협력하여 현악 편곡을 통합해 발매된 이 앨범은  2005년 말까지 미국에서 230만 장 이상 판매되었고, 가을 시즌의 유일한 성공적인 주요 앨범 발매로 평가받았다.
칸예는 2006 MTV 유럽 뮤직 어워드에서 Touch the Sky가 최우수 비디오 상을 받지 못하자, 수상자가 발표되는 도중 무대에 난입하여 항의했다. 이 사건으로 인해 언론과 연예계에서 칸예는 큰 비판을 받았고, 칸예는 결국 2006년 11월 7일 U2의 Vertigo 투어 공연 중 사과했다. 그는 나중에 2007년 9월 SNL에서 이 사건을 스스로 패러디한다.

### 2007–2009:Graduation,808s & Heartbreak, 그리고 VMA 시상식 난입 사건
칸예의 세 번째 스튜디오 앨범 Graduation은 같은 날에 발매하게 된 50 센트의 앨범 Curtis와의 판매량 경쟁으로 큰 주목을 받았다. 2007년 9월 발매된 Graduation은 Curtis를 크게 앞서며 미국 빌보드 200 차트에서 1위로 데뷔하였고 첫 주에만 무려 957,000장이 판매되었다. Graduation은 칸예의 상업적인 성공을 계속 이어갔으며, 앨범의 리드 싱글 Stronger는 그의 세 번째 넘버 원 히트를 기록했다. Stronger는 프랑스 하우스 음악가 다프트 펑크의 샘플을 사용했으며, 힙합에 하우스와 일렉트로니카 요소를 통합하고 2000년대 후반 디스코와 일렉트로 음악의 부흥에 기여한 것으로 평가된다. 2007년 11월 칸예의 어머니가 돈다 웨스트가 사망하고 알렉시스 파이퍼와의 약혼이 파기되는데, 이 사건들은 향후 칸예의 커리어에 큰 영향을 주게 된다.

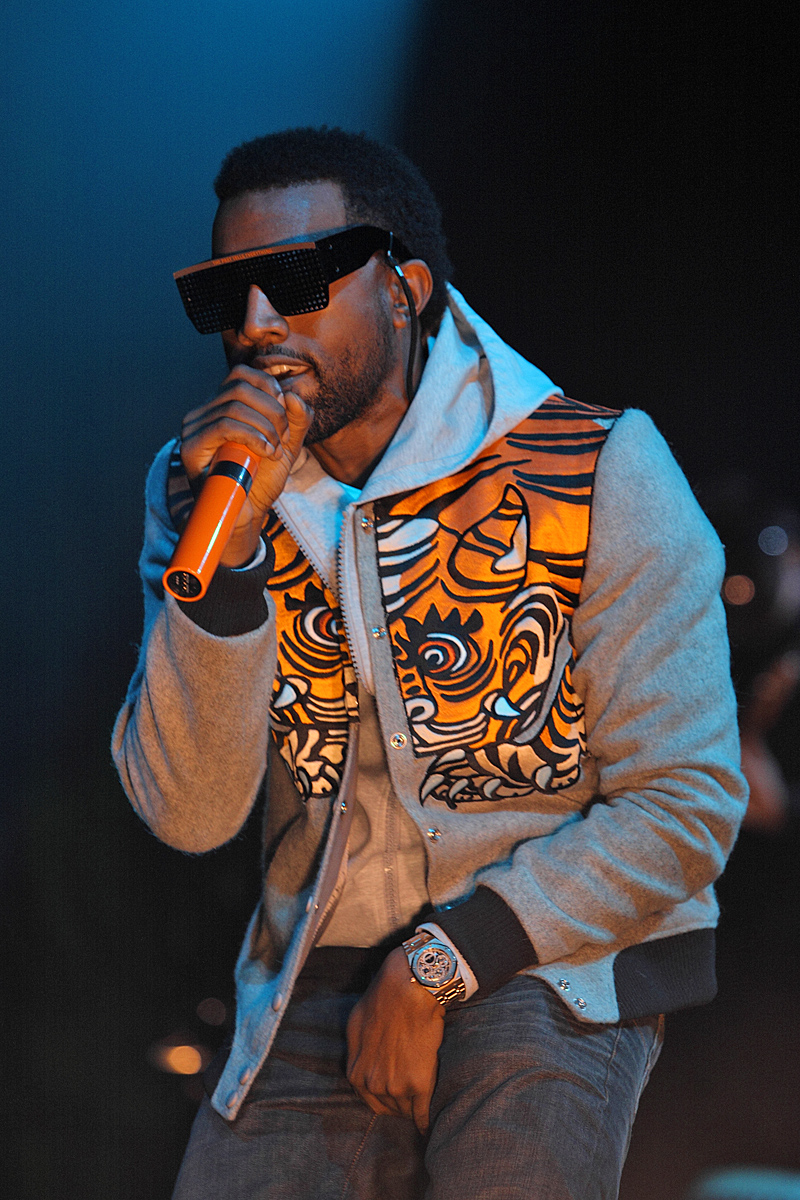
2008년 공연을 하는 칸예

칸예는 2008 MTV 비디오 뮤직 어워드에서 네 번째 앨범 808s & Heartbreak을 발표하며, 그 앨범의 리드 싱글 Love Lockdown을 공연했다. 비평가들은 당시에는 특이했던 제작 스타일과 당시에 상당히 비판받았던 오토튠을 다른 사람도 아니고 칸예가 사용했다는 점에 크게 놀랐다. 808s & Heartbreak은 2008년 11월에 발매되었으며, 리드 싱글 Love Lockdown은 빌보드 핫 100 차트에서 3위로 데뷔했다. 당시 과한 오토튠 남발에 지쳐있던 음악 애호가들과 비평가들은 이 앨범도 오토튠을 과하게 남발했다고 비판하였지만, 시간이 지나며 이 앨범은 점점 재평가되며 현재는 808s & Heartbreak이 힙합 음악에 엄청난 파급력을 끼쳤고 사실상 현재의 싱잉 랩과 얼터너티브 알앤비는 이 앨범으로부터 유래되었다고 봐도 무방하다.
2009년 MTV 비디오 뮤직 어워드에서 테일러 스위프트가 최우수 여성 비디오 상을 수상하던 중 칸예는 뜬금없이 무대에 난입하여 마이크를 빼앗고 비욘세가 상을 받아야 한다고 주장했다. 그의 행동으로 인해 그는 시상식에서 퇴장당했다. 이 사건에 대해서 칸예는 여러 유명인사들로부터 비판을 받았으며, 심지어는 대통령 버락 오바마까지 칸예를 멍청이(jackass)라고 부르기도 했다. 칸예는 이후 이에 대해서 공식적으로 사과를 했고, 테일러 스위프트에게 개인적으로도 사과했다.

### 2010–2012:My Beautiful Dark Twisted Fantasy,Watch the Throne, 그리고 Cruel Summer
2009년의 논란 이후, 칸예는 잠시 음악 활동을 중단하고 패션에 몰두하다가, 다음 앨범 작업을 위해 하와이에 몇 달 동안 머물며 작곡과 녹음을 진행했다. 칸예 자신이 좋아하거나 친한 프로듀서와 아티스트들을 초청하여 녹음에 참여시키고, 엔지니어들은 24시간 대기하며 칸예는 잠을 조금씩 자는 방식으로 작업을 진행했다. 이 프로젝트에는 친구 제이Z, 키드 커디, 푸샤 T를 비롯한 다양한 아티스트들이 참여하였다.

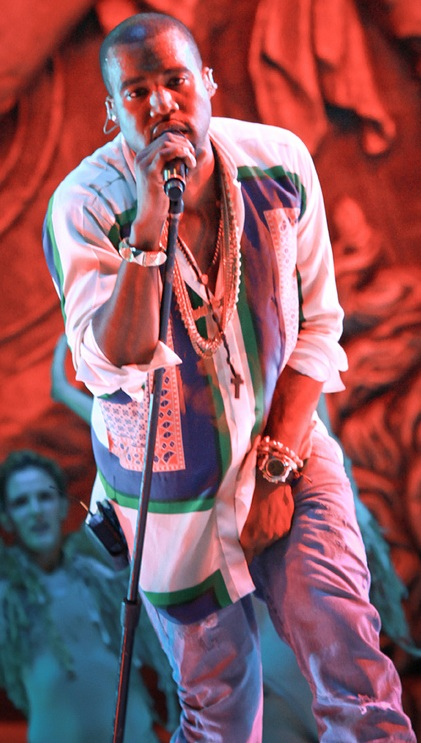
2011년 브라질 SWU Music & Arts Festival에서의 칸예

칸예의 다섯 번째 정규 앨범 My Beautiful Dark Twisted Fantasy는 2010년 11월에 발표되어 비평가들로부터 극찬을 받았다. 많은 이들은 이 앨범을 그의 최고의 작품으로 평가하며 VMA 시상식 난입 사건 이후로 실추되었던 그의 커리어와 이미지가 완벽하게 복구되었다고 말한다. 미니멀리스트했던 그의 이전 작업들과는 다르게, 이번 앨범은 맥시멀리스틱하게 구상되었고 채택하고 그의 유명인으로써의 삶, 돈, 여자 등의 주제를 다룬다. 이 앨범에는 히트곡 All of the Lights와 Power, Monster, Runaway가 포함되어 있으며, Runaway는 칸예 본인이 감독 및 주연한 [[Runaway (2010 film}|35분짜리 단편영화]]와 함께 발표되었다. 이 시기에 칸예는 GOOD Fridays라는 무료 음악 프로그램을 통해 매주 금요일에 미공개 곡을 무료로 제공했다. 이 프로모션은 2010년 8월부터 12월까지 진행되었으며, 일부 곡은 앨범에 포함되었다.
칸예는 2011년 8월 제이Z와 함께 협업 앨범 Watch the Throne을 발표했다. 앨범 발매 전략으로 디지털 앨범을 물리적 앨범보다 몇 주 앞서 발표하여, 앨범이 온라인에 유출되는 것을 방지하였다 현재는 인터넷 밈으로 유명한 곡인 Niggas in Paris는 앨범의 가장 높은 차트 순위를 기록하며 빌보드 핫 100에서 5위에 올랐다. 공동 헤드라이너인 Watch the Throne Tour는 2011년 10월에 시작되어 2012년 6월에 종료되었다. 2012년에는 칸예의 레코드 레이블 GOOD Music의 아티스트들이 참여한 컴필레이션 앨범 Cruel Summer가 발표되었다.

### 2013–2015:Yeezus과 그의 첫 번째 투어, Yeezus Tour
칸예의 여섯 번째 솔로 앨범 작업은 2013년 초, 프랑스 파리에서 시작되었다. 이번 앨범에서 그는 대중성이랑 상업성보다는 음악성을 추구하였고, 그의 가까운 동료 아티스트들과 함께 힙합을 토대로 시카고 드릴, 댄스홀, 아시드 하우스, 인더스트리얼 음악을 혼합하려 했다. 르 코르뷔지에의 모더니즘 건축에서 큰 영감을 받은 칸예는, 앨범의 사운드를 더 미니멀리스틱한 접근으로 바꾸기 위해 발매일에서 15일밖에 남지 않은 시점에서 프로듀서 릭 루빈에게 연락했다. 앨범의 초기 홍보는 칸예 본인이 앨범을 홍보하는 광고를 프로젝터 빔으로 빌딩에 투사하여 홍보를 하거나, 생방송 TV에서 공연을 진행하는 식으로 하였다. 칸예의 여섯 번째 앨범 Yeezus는 2013년 6월 18일에 발매되었고, 비평가들로부터 큰 호평을 받았다. 이 앨범은 여섯 번째 연속 1위 데뷔를 기록했지만, 그의 솔로 앨범 중에서는 가장 낮은 첫 주 판매량을 기록했다.

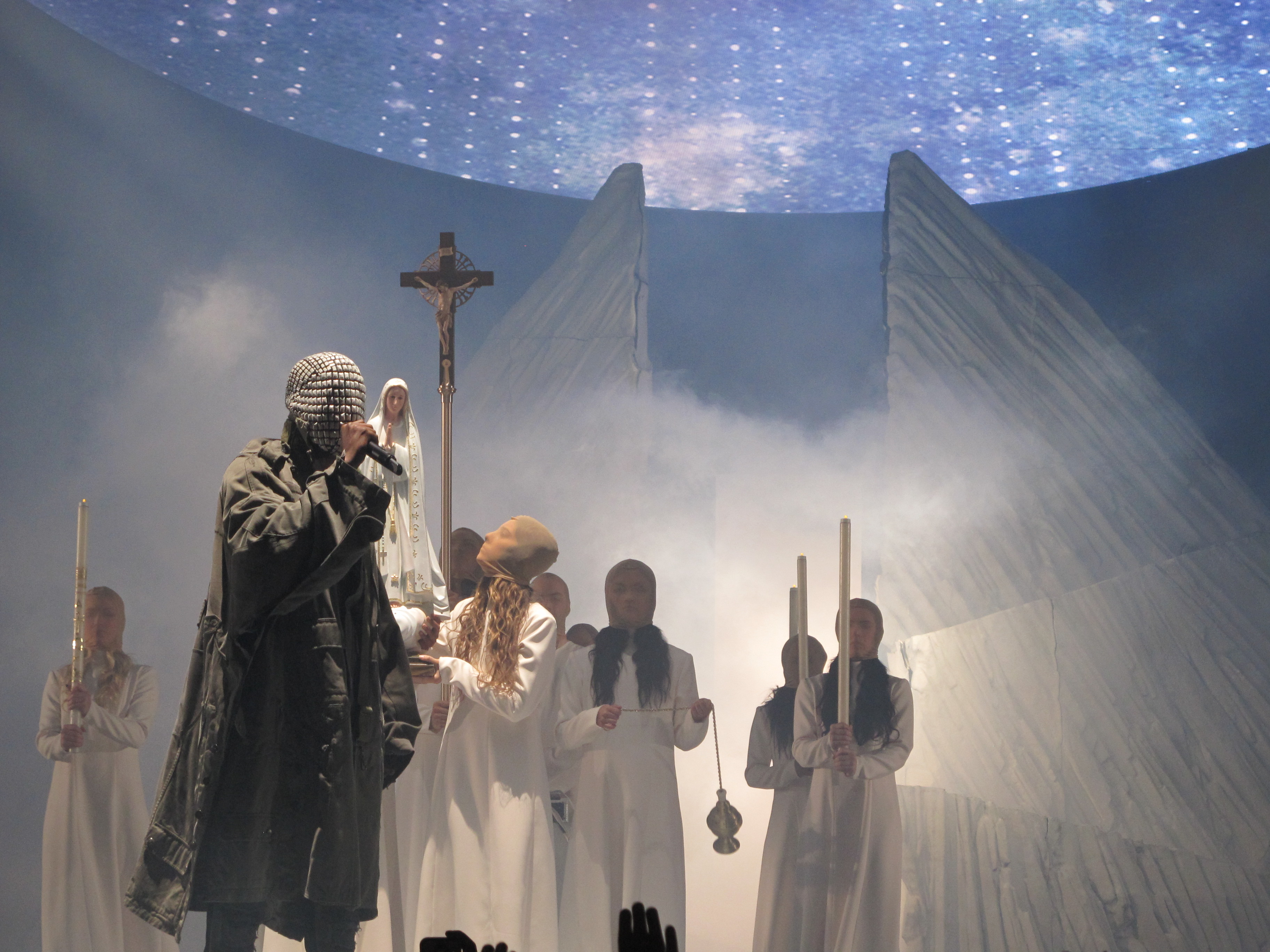
칸예의 Yeezus Tour 2013

2013년 9월, 칸예는 Yeezus를 발매한 후 위해 그의 첫 솔로 투어를 발표하며, 래퍼 켄드릭 라마가 동반 출연할 것이라고 알렸다. Yeezus 투어는 비평가들로부터 호평을 받았다.

### 2016–2017:The Life of Pablo와 투어 취소
칸예는 2016년 1월에 SWISH를 2월 11일에 발매할 것이라고 발표했으며, 그 달 말에는 새로운 곡 Real Friends와 Kendrick Lamar와 함께한 No More Parties in LA의 일부를 공개했다. 2016년 1월 26일, 칸예는 앨범의 이름을 Waves로 변경했다고 밝혔다. 앨범 발매를 앞두고 칸예는 트위터에서의 발언으로 구설수에 오르게 된다. 앨범 발매 며칠 전, 칸예는 앨범 제목을 The Life of Pablo로 다시 변경했다. 2월 11일, 칸예는 매디슨 스퀘어 가든에서 자신의 Yeezy Season 3 의류 라인 발표의 일환으로 앨범을 처음으로 공개했다. 공개 이후, 칸예는 앨범 발매 전 곡 목록을 다시 수정하겠다고 발표했다. 그는 2016년 2월 14일, SNL 공연 후 Tidal에서 독점적으로 앨범을 발매했다. 앨범 발매 후, 칸예는 여러 곡의 믹싱을 계속 수정하며 이렇게 수정하는 행위가 '살아 숨쉬는 변화하는 창조적 표현'이라고 묘사하였다 Tidal을 제외한 다른 스트리밍 플랫폼에서 앨범을 발매하지 않겠다던 칸예의 초기 발언에도 불구하고, 앨범은 4월부터 여러 다른 경쟁 스트리밍 서비스에서도 공개되었다.

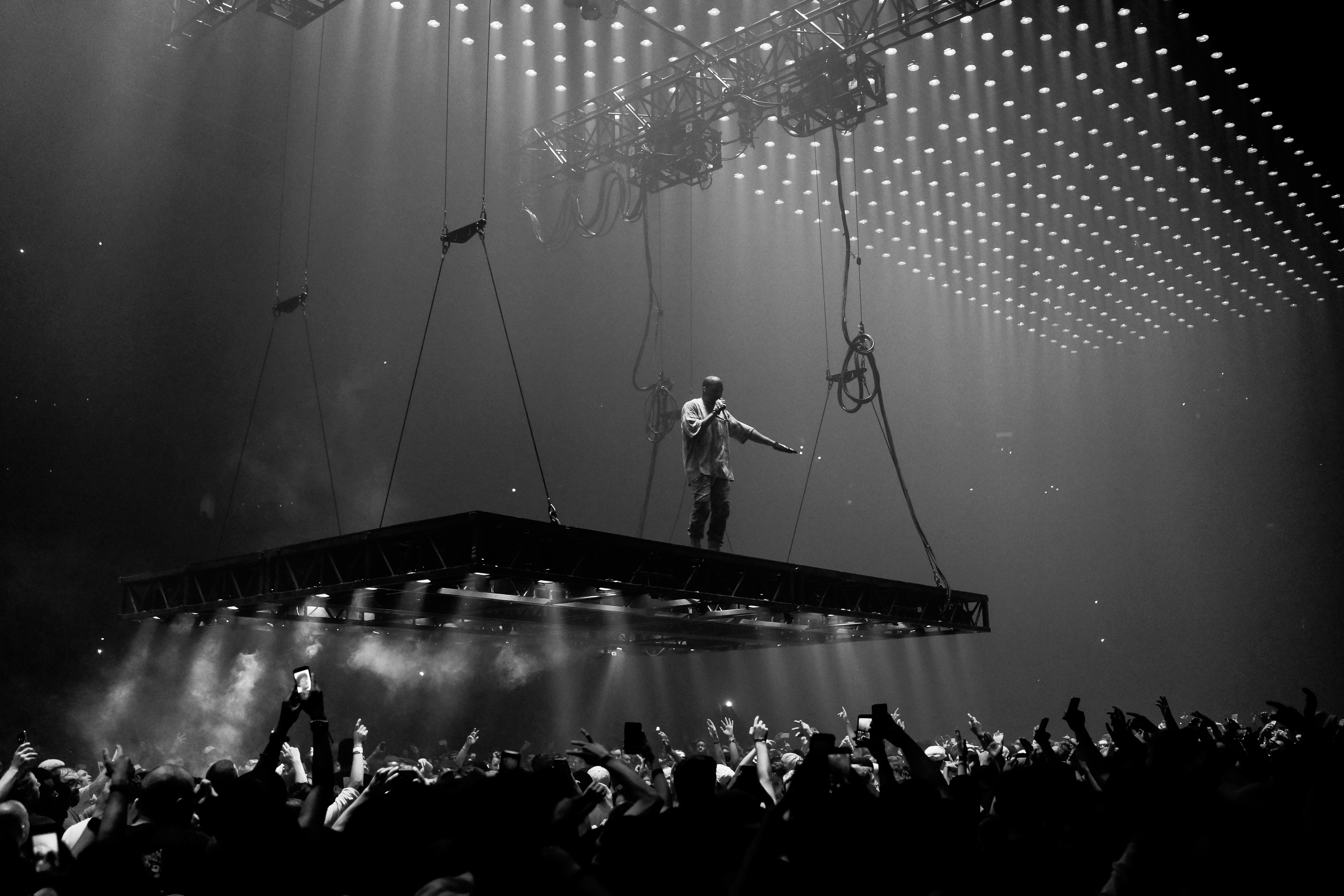
2016년 Saint Pablo Tour에서의 칸예

2016년 2월, 칸예는 자신의 다음 앨범이 여름에 발매될 것이라고 발표했으며, 임시 제목은 1990년대 비디오 게임 콘솔의 이름을 따서 Turbo Grafx 16이라고 밝혔다. 6월 2016년, 칸예는 아직 발매되지 않은 GOOD Music 앨범 Cruel Winter의 리드 싱글 Champions을 발표했다. 같은 달, 칸예는 앨범의 수록곡인 Famous을 발매하였는데, 이 비디오에는 여러 유명인(칸예, 킴 카다시안, 테일러 스위프트, 사업가이자 당시 대통령 후보 도널드 트럼프, 코미디언 빌 코스비, 전 대통령 조지 W. 부시)의 밀랍 인형이 누드 상태로 함께 침대에서 자고 있는 모습이 담겼다.
2016년 8월, 칸예는 The Life of Pablo 발매 이휴 Saint Pablo Tour를 시작했다. 웨스트는 10월에 킴 카다시안의 파리 강도 사건 이후 일부 공연의 날짜를 연기했다. 11월 21일, 웨스트는 Saint Pablo Tour의 남은 21개 날짜를 취소했으며, 이는 정치적 발언과 공연 중단, 단축된 공연 등이 원인으로 지목되었다. 이후 그는 UCLA 메디컬 센터에 정신과적 관찰을 받기 위해 입원했다. 그는 수면 부족과 극단적인 탈수로 인한 일시적인 정신병으로 추수감사절 주말 동안 입원했다. 이 사건 이후 웨스트는 11개월 동안 대중 앞에 모습을 드러내지 않았다.

## 투어

### 헤드라이닝 둘러보기
- School Spirit Tour(2004)
- Touch the Sky Tour(2005)
- Glow in the Dark Tour(2008)
- Watch the Throne Tour(with Jay-Z, 2011~2012)
- The Yeezus Tour(2013~2014)
- Saint Pablo Tour(2016)

### 투어 지원
- Truth Tour(Usher와 함께, 2004)
- Vertigo Tour(U2와 함께, 2005~2006)
- A Bigger Bang(The Rolling Stones과 함께, 2006)

## 논란

### 사생활
2009년 MTV 비디오 뮤직 어워드에서 테일러 스위프트가 Best Female Video 부분에서 수상되자 무대 위로 난입해 이 상은 스위프트가 아닌 비욘세가 받아야 된다는 말을 하면서 논란이 되었지만, 그 이후로 사과하고 테일러에게 꽃다발을 보내는 등의 행동으로 이 사건은 끝나게 되었다. 하지만, 2016년 그의 정규앨범 The Life of Pablo에 수록된 곡 "Famous"에 "테일러와 섹스하는 꿈을 꿔. 왜냐하면 내가 그년을 유명하게 만들었거든" 같은 가사가 들어간 것이 알려지면서 테일러를 다시 디스한 것이 아니냐는 논란이 일어났다. 논란이 커지자 칸예 웨스트는 자신의 트위터를 통해 "테일러와 이야기를 나눴고, 그녀의 허락을 받았다"라고 해명했지만, 테일러 측에서는 그런적이 없다면서 부인했다.
그의 아내 킴 카다시안은 칸예와 테일러가 통화하는 영상을 세계 뱀의 날에 '뱀 이모지'를 사용하며 포스팅했다. 실제 통화 내용보다 짧은 몇 분 짜리 영상으로 당시 팝의 황제로 불리던 테일러 스위프트는 전세계적으로 '뱀' 같은 년 이라 조롱당하였다. 그로 인해 테일러 스위프트는 사람들과의 교류를 모두 끊고 잠적했다. 1년 뒤 테일러 스위프트는 'Reputation' 앨범을 내놓으며 자신을 조롱하던 뱀을 테일러를 상징하는 하나의 심볼로 만들었다. 그 뒤로도 테일러는 계속 전세계적인 비판을 받았다. 하지만 2020년 3월 21일, 킴 카다시안이 촬영하던 칸예와 테일러와의 통화 영상 무편집본이 유출되었고, 이를 통해 테일러의 무고함이 밝혀졌다. 영상에서는 칸예가 테일러에게 매우 순화한 버전의 가사를 들려주고 테일러는 생각해 보겠다는 말을 반복하는 것을 볼 수 있다. 이 사건은 테일러를 지지하던 팬들과 테일러에게 힘을 실어 주었고 반면에 칸예 웨스트의 음악을 사랑하던 이들에게는 적잖은 충격을 안겨 주었다.

### 2020년 대선 출마
칸예 웨스트는 Birthday Party라는 정당을 창당한 뒤 2020년 미국 대통령 선거에 출마했다. 선거기간 내내 '출산을 하면 100만 달러(12억원)를 지급한다' 같은 공약을 내세웠다. 이런 칸예 웨스트의 모습에 대해 아내인 킴 카다시안은 "내 남편은 조울증을 앓고 있으니까 이해해 달라"는 발언을 하기마저 했다. 이런 결과 칸예 웨스트는 2020년 미국 대통령 선거에서 선거인단 0명, 득표수 7만표에 그치며 최하위권으로 낙선했다. 이렇게 낙선했음에도 불구하고 2024년 미국 대통령 선거에 다시 출마한다고 발표했다. 칸예 웨스트는 선거 자금 지출로 인해 약 666만 달러(80억원)의 빚을 지게 되었다.

### 반유대주의
여러 차례의 반유대주의적 발언과 더불어, 2022년 극우 음모론자 알렉스 존스의 팟캐스트 인포워즈(INFOWARS)에서 칸예는 "나는 히틀러의 좋은 점을 보고 있다" (I See Good Things About Hitler, Also)라며 나치 독일의 총통 히틀러를 옹호하였고, 트위터에서는 유대교를 상징하는 다비드의 별 문양과 나치의 하켄크로이츠 문양을 조합한 기 사진을 업로드해 논란을 빚어, 끝내 인스타그램과 트위터에서 활동 정지 처분을 받게 된다. 2025년 5월에는 나치 구호를 포함한 싱글 Heil Hitler를 발매하여 이러한 논란을 더했다.

## 음반 목록
- 2004년 《The College Dropout》
- 2005년 《Late Registration》
- 2007년 《Graduation》
- 2008년 《808s & Heartbreak》
- 2010년 《My Beautiful Dark Twisted Fantasy》
- 2013년 《Yeezus》
- 2016년 《The Life of Pablo》
- 2018년 《Ye》
- 2019년 《Jesus Is King》
- 2021년 《Donda》

## 수상 내역
- 2005년 MTV 비디오 뮤직어워드 최우수 남자 비디오상
- 2008년 제50회 그래미 어워드 최우수 랩 앨범, 최우수 랩 송, 최우수 랩 솔로 퍼포먼스, 최우수 랩 협연 퍼포먼스
- 2009년 제51회 그래미 어워드 최우수 랩 콜레보레이션상, 최우수 듀오 그룹 랩 퍼포먼스

## 역대 선거 결과
| 선거명      | 직책명        | 대수 | 정당     | 득표율 | 득표수 (선거인단) | 결과 | 당락 |
| ----------- | ------------- | ---- | -------- | ------ | ----------------- | ---- | ---- |
| 2020년 선거 | 미국의 대통령 | 46대 | 생일이당 | 0.05%  | 71,073표 (0명)    | 8위  | 낙선 |

### 참고주
1. ↑  Stole, Bryn (2020년 8월 21일). “Rapper Kanye West files to appear as 'Birthday Party' candidate on presidential ballot in Louisiana”. 《Nola.com》. 2020년 8월 23일에 원본 문서에서 보존된 문서.
2. ↑  Miles, Frank (2020년 9월 1일). “Kanye West registered as Republican in Park County, WY, potentially blocking run as independent in Arizona”. 《Fox News》.
3. ↑  West says "Kanye" twice in the song 〈Diamonds from Sierra Leone〉, at 2'57" and 3'36" in this recording.
4. ↑  “Hear Ye: Kanye West announces name change ahead of SNL”. 《The Guardian》 (영어). 2018년 9월 29일. 2018년 9월 29일에 확인함.
5. ↑  Coscarelli, Joe; Sisario, Ben (2022년 10월 26일). “Can Kanye West Find Refuge, or Money, in Music?”. 《The New York Times》. 2024년 6월 7일에 확인함.
6. ↑  Andrews, Travis M. (2022년 10월 17일). “Kanye West may have finally reached the point of no return”. 《The Washington Post》. 2024년 6월 7일에 확인함.
7. ↑  Greene, Jayson (2016년 2월 15일), 《Kanye West: The Life of Pablo》
8. ↑  “Photos: Kanye West's Career Highs—and Lows 1 of 24”. 《Rolling Stone》. 2010년 12월 10일. 2013년 2월 16일에 원본 문서에서 보존된 문서. 2013년 3월 4일에 확인함.
9. ↑  “500 Greatest Albums of All Time: #464 (The Blueprint)”. 《Rolling Stone》. 2003년 11월 18일. 2016년 7월 15일에 원본 문서에서 보존된 문서. 2022년 12월 11일에 확인함.
10. 1 2  Mitchum, Rob. Review: The College Dropout 보관됨 7월 31, 2009 - 웨이백 머신. Pitchfork. Retrieved July 23, 2009.
11. ↑  Serpick, Evan. Kanye West. Rolling Stone Jann Wenner. Retrieved December 26, 2009.
12. ↑  Reid, Shaheem (2005년 2월 9일). “Road to the Grammys: The Making Of Kanye West's College Dropout”. MTV. 2011년 7월 18일에 원본 문서에서 보존된 문서. 2009년 1월 4일에 확인함.
13. ↑  Dills, Todd (2007).  Hess, Mickey, 편집. 《Icons of Hip Hop: An Encyclopedia of the Movement, Music, and Culture》 (영어) 2. Westport, CT: Greenwood Publishing Group. 555–578쪽. ISBN 978-0-313-33904-2. 2023년 7월 23일에 원본 문서에서 보존된 문서. 2017년 9월 2일에 확인함.
14. ↑  Williams, Jean A (2007년 10월 1일). “Kanye West: The Man, the Music, and the Message. (Biography)”. The Black Collegian. 2015년 1월 25일에 원본 문서에서 보존된 문서. 2008년 4월 27일에 확인함.
15. 1 2  Kearney, Kevin (September 30, 2005). Rapper Kanye West on the cover of Time: Will rap music shed its "gangster" disguise? 보관됨 4월 1, 2016 - 웨이백 머신. World Socialist Web Site. Retrieved September 23, 2007.
16. ↑  “How Kanye West's 2002 Car Crash Shaped His Entire Career”. Yahoo-Finance. 2022년 4월 15일에 원본 문서에서 보존된 문서. 2018년 6월 6일에 확인함.
17. ↑  Kamer, Foster (2013년 3월 11일). “9. Kanye West, Get Well Soon ... (2003)—The 50 Best Rapper Mixtapes”. 《Complex》. 2013년 3월 13일에 원본 문서에서 보존된 문서. 2018년 6월 6일에 확인함.
18. ↑  Reid, Shaheem (December 10, 2002). "Kanye West Raps Through His Broken Jaw, Lays Beats For Scarface, Ludacris 보관됨 12월 28, 2013 - 웨이백 머신". MTV. Retrieved October 23, 2007.
19. ↑  Patel, Joseph (2003년 6월 5일). “Producer Kanye West's Debut LP Features Jay-Z, ODB, Mos Def”. MTV. 2012년 10월 26일에 원본 문서에서 보존된 문서. 2009년 4월 21일에 확인함.
20. ↑  Kanye West—Through the Wire—Music Charts 보관됨 9월 30, 2007 - 웨이백 머신. aCharts.us. Retrieved July 3, 2010.
21. ↑  Montgomery, James (2004년 12월 7일). “Kanye Scores 10 Grammy Nominations; Usher And Alicia Keys Land Eight”. MTV. 2011년 4월 11일에 원본 문서에서 보존된 문서. 2009년 1월 7일에 확인함.
22. ↑  Scaggs, Austin (2007년 9월 20일). “Kanye West: A Genius In Praise of Himself”. 《Rolling Stone》. 2009년 3월 9일에 원본 문서에서 보존된 문서. 2015년 8월 9일에 확인함.
23. ↑  Perez, Rodrigo (August 12, 2005). "Kanye's Co-Pilot, Jon Brion, Talks About The Making Of Late Registration" 보관됨 11월 5, 2005 - 웨이백 머신. MTV. Viacom. Retrieved March 2, 2006.
24. ↑  Knopper, Steve (2005년 11월 15일). “Kanye Couldn't Save Fall”. 《Rolling Stone》 (RealNetworks, Inc). 2005년 12월 1일에 원본 문서에서 보존된 문서. 2005년 11월 27일에 확인함.
25. ↑  “Kanye West Unleashes Tirade After Losing at MTV Europe Music Awards”. Fox News. 2006년 11월 3일. 2012년 10월 23일에 원본 문서에서 보존된 문서. 2008년 4월 24일에 확인함.
26. ↑  “EMAs Shocker: Kanye Stage Invasion!”. MTV. 2007년 6월 3일에 원본 문서에서 보존된 문서. 2007년 6월 7일에 확인함.
27. ↑  Olsen, Jan M. (2006년 11월 3일). “Kanye West Upset at MTV Video Award Loss”. Fox News. 2008년 5월 10일에 원본 문서에서 보존된 문서. 2008년 4월 24일에 확인함.
28. ↑  Navaroli, Joel (2007년 9월 29일). “SNL Archives | Episodes | September 29, 2007 #13”. 《SNL Archives》. 2015년 3월 17일에 원본 문서에서 보존된 문서. 2015년 1월 10일에 확인함.
29. ↑  Reid, Shaheem. 50 Cent Or Kanye West, Who Will Win? Nas, Timbaland, More Share Their Predictions 보관됨 11월 23, 2010 - 웨이백 머신. MTV. Viacom. Retrieved December 24, 2009.
30. ↑  Mayfield, Geoff (2007년 9월 12일). “Kanye Well Ahead of 50 Cent in First-Day Sales Race”. 《Billboard》. 2013년 7월 4일에 원본 문서에서 보존된 문서. 2007년 9월 12일에 확인함.
31. ↑  Cohen, Jonathan (2007년 9월 20일). “Kanye Caps Banner Week With Hot 100 Chart-Topper”. 《Billboard》. 2013년 6월 28일에 원본 문서에서 보존된 문서. 2007년 9월 28일에 확인함.
32. ↑  Frere-Jones, Sasha (2009년 3월 30일). “Dance Revolution”. 《The New Yorker》. 2009년 3월 26일에 원본 문서에서 보존된 문서. 2009년 4월 16일에 확인함.
33. ↑  “Entertainment | Kanye's mother dies after surgery”. BBC News. 2007년 11월 12일. 2021년 9월 27일에 원본 문서에서 보존된 문서. 2013년 9월 2일에 확인함.
34. ↑  McGee, Tiffany. “Kanye West's Fiancée 'Sad' Over Breakup”. 《People》. 2008년 12월 7일에 원본 문서에서 보존된 문서. 2008년 11월 23일에 확인함.
35. ↑  “Urban Review: Kanye West, 808s and Heartbreak”. 《The Observer》 (London). 2008년 11월 9일. 2008년 12월 1일에 원본 문서에서 보존된 문서. 2008년 11월 24일에 확인함.
36. ↑  “T.I. Back Atop Hot 100, Kanye Debuts High”. 《Billboard》. 2009년 7월 2일. 2013년 5월 2일에 원본 문서에서 보존된 문서. 2012년 7월 11일에 확인함.
37. ↑  Carmichael, Emma (2011년 9월 21일). “Kanye's '808s': How A Machine Brought Heartbreak To Hip Hop”. The Awl. 2011년 12월 29일에 원본 문서에서 보존된 문서. 2012년 3월 13일에 확인함.
38. 1 2  Respers, Lisa (2009년 9월 14일). “Anger over West's disruption at MTV awards”. 《CNN》. 2018년 10월 17일에 원본 문서에서 보존된 문서. 2009년 9월 15일에 확인함.
39. ↑  “Kanye West Storms the VMAs Stage During Taylor Swift's Speech”. 《Rolling Stone》. 2009년 9월 13일. 2013년 1월 19일에 원본 문서에서 보존된 문서. 2009년 9월 13일에 확인함.
40. ↑  Vozick, Simon (2009년 9월 13일). “Kanye West interrupts Taylor Swift's VMAs moment: What was he thinking? by Simon Vozick-Levinson”. 《Entertainment Weekly》. 2010년 11월 18일에 원본 문서에서 보존된 문서. 2010년 9월 5일에 확인함.
41. ↑  “2009 MTV Video Music Awards—Best Female Video”. MTV. 2010년 3월 3일에 원본 문서에서 보존된 문서. 2009년 9월 15일에 확인함.
42. 1 2  Martens, Todd; Villarreal, Yvonne (2009년 9월 15일). “Kanye West expresses Swift regret on blog and 'The Jay Leno Show'”. 《Los Angeles Times》. 2009년 9월 23일에 원본 문서에서 보존된 문서. 2009년 9월 15일에 확인함.
43. ↑  “Adam Lambert, Donald Trump, Joe Jackson Slam Kanye West's VMA Stunt”. 《MTV》. 2009년 9월 13일. 2010년 2월 7일에 원본 문서에서 보존된 문서. 2009년 9월 13일에 확인함.
44. ↑  “Obama calls Kanye West a jackass”. BBC News. 2009년 9월 16일. 2018년 9월 3일에 원본 문서에서 보존된 문서. 2009년 9월 16일에 확인함.
45. ↑  Gavin, Patrick (2009년 9월 15일). “Obama calls Kanye 'jackass'”. The Politico. 2010년 2월 9일에 원본 문서에서 보존된 문서. 2009년 9월 15일에 확인함.
46. ↑  “Audio: President Obama Calls Kanye West a 'Jackass'”. 《People》. 2009년 9월 15일. 2012년 12월 5일에 원본 문서에서 보존된 문서. 2009년 9월 16일에 확인함.
47. ↑  “Obama Calls Kanye West a 'Jackass'”. Fox News Channel. 2009년 9월 15일. 2009년 9월 16일에 원본 문서에서 보존된 문서. 2009년 9월 16일에 확인함.
48. ↑  Booth, Jenny (2009년 9월 14일). “Kanye West spoils the show at MTV awards”. 《The Times》. 2011년 6월 15일에 원본 문서에서 보존된 문서. 2009년 9월 14일에 확인함.
49. 1 2  Callahan-Bever, Noah (November 2010). “Kanye West: Project Runaway”. 《Complex》. 2010년 12월 28일에 원본 문서에서 보존된 문서. 2010년 11월 30일에 확인함.
50. ↑  Hermes, Will (October 25, 2010). Lost in the World by Kanye West feat. Bon Iver and Gil Scott-Heron | Rolling Stone Music. Rolling Stone. Retrieved May 2, 2011.
51. ↑  Fastenberg, Dan (2010년 12월 9일). “Kanye's Beautiful, Dark Twittered Fantasy—The Top 10 Everything of 2010”. 《Time》 (New York). 2010년 12월 12일에 원본 문서에서 보존된 문서. 2012년 9월 18일에 확인함.
52. ↑  Sheffield, Rob (November 22, 2010). Review: My Beautiful Dark Twisted Fantasy 보관됨 12월 18, 2010 - 웨이백 머신. Rolling Stone. Retrieved November 11, 2010.
53. 1 2  Kanye West Album & Song Chart History—Hot 100. Billboard. Retrieved November 30, 2010.
54. ↑  Concepcion, Mariel (2010년 10월 7일). “Kanye West Premieres 35-Minute-Long 'Runaway' Video in London”. 《Billboard, Inc》. 2014년 7월 13일에 원본 문서에서 보존된 문서. 2018년 1월 16일에 확인함.
55. ↑  Reiff, Corbin (2015년 11월 22일). “Cataloging G.O.O.D. Fridays: Kanye West's beautiful dark twisted promotional campaign”. 《The A.V. Club》. 2022년 12월 28일에 원본 문서에서 보존된 문서. 2022년 12월 28일에 확인함.
56. ↑  Gissen, Jesse (2011년 8월 8일). “Jay-Z & Kanye West Miraculously Manage to Keep Watch the Throne Leak-Free”. 《XXL》. Harris Publications. 2011년 8월 16일에 원본 문서에서 보존된 문서. 2011년 8월 12일에 확인함.
57. ↑  Perpetua, Matthew (2011년 8월 8일). “Jay-Z and Kanye West Avoid 'Watch the Throne' Leak”. 《Rolling Stone》. 2011년 9월 19일에 원본 문서에서 보존된 문서. 2011년 8월 12일에 확인함.
58. ↑  Doherty, Maggie (2011년 10월 28일). “Jay-Z & Kanye West Tease 'Watch The Throne' Tour Set List: Watch”. 《Billboard》. 2018년 5월 10일에 원본 문서에서 보존된 문서. 2018년 1월 16일에 확인함.
59. ↑  Caramanica, Jon (2013년 6월 11일). “Behind Kanye's Mask”. 《The New York Times》. 2013년 6월 12일에 원본 문서에서 보존된 문서. 2013년 6월 13일에 확인함.
60. ↑  Dombal, Ryan (2013년 6월 24일). “The Yeezus Sessions”. 《Pitchfork》. 2013년 6월 26일에 원본 문서에서 보존된 문서. 2013년 6월 26일에 확인함.
61. ↑  Kot, Greg (2013년 6월 16일). “Kanye West's 'Yeezus' an uneasy listen”. 《Chicago Tribune》. 2013년 6월 16일에 원본 문서에서 보존된 문서. 2013년 6월 17일에 확인함.
62. ↑  Blistein, Jon (2013년 6월 27일). “Rick Rubin: Finishing Kanye West's Yeezus Seemed Impossible”. 《Rolling Stone》. 2013년 6월 30일에 원본 문서에서 보존된 문서. 2013년 6월 27일에 확인함.
63. ↑  Battan, Carrie (2013년 5월 17일). “Watch: Kanye West Projects New Video "New Slaves" on Buildings Around the World”. 《Pitchfork》. 2018년 6월 12일에 원본 문서에서 보존된 문서. 2018년 6월 6일에 확인함.
64. ↑  Coleman, Miriam (2013년 5월 19일). “Kanye West Unleashes the Fury of 'Black Skinhead' on 'SNL'”. 《Rolling Stone》 (New York). 2013년 6월 5일에 원본 문서에서 보존된 문서. 2013년 5월 20일에 확인함.
65. ↑  Torrente, Ria Kristina (2013년 6월 19일). “Kanye West's Yeezus Gets Rave Reviews”. 《International Business Times》 (New York). 2013년 9월 25일에 원본 문서에서 보존된 문서. 2013년 6월 22일에 확인함.
66. ↑  “Official: Kanye West's 'Yeezus' Sells 327,000; Debuts at No. 1 on Billboard 200 Chart”. 《Billboard》. 2013년 6월 25일. 2013년 6월 29일에 원본 문서에서 보존된 문서. 2013년 6월 29일에 확인함.
67. ↑  “Kanye West Announces Tour With Kendrick Lamar”. 《Pitchfork Media》. 2013년 9월 6일. 2014년 10월 15일에 원본 문서에서 보존된 문서. 2014년 6월 9일에 확인함.
68. ↑  “Kanye West Announces Fall Arena Tour—Kendrick Lamar Opening”. 《Glide Magazine》. 2013년 9월 6일. 2014년 10월 10일에 원본 문서에서 보존된 문서. 2014년 6월 9일에 확인함.
69. ↑  Ringen, Jonathan (2013년 11월 22일). “11 Reasons Kanye West's 'Yeezus' Tour Is Actually Incredible”. 《Rolling Stone》. 2016년 8월 19일에 원본 문서에서 보존된 문서. 2016년 8월 8일에 확인함.
70. ↑  “Kanye West Announces New Album Title, Shares Final Tracklist—Pitchfork”. 《pitchfork.com》. 2016년 2월 10일. 2016년 6월 29일에 원본 문서에서 보존된 문서. 2016년 11월 22일에 확인함.
71. ↑  Wilstein, Dave (2016년 2월 10일). “Kanye West Declares Bill Cosby 'Innocent'”. 《The Daily Beast》. 2016년 4월 8일에 원본 문서에서 보존된 문서. 2016년 4월 2일에 확인함.
72. ↑  McHenry, Jackson (2016년 2월 10일). “Kanye Shares the 'Final' Track List for His New Album, Which Is Now Called The Life of Pablo”. 《Vulture》. 2022년 12월 28일에 원본 문서에서 보존된 문서. 2022년 12월 28일에 확인함.
73. ↑  Britton, Luke Morgan (2016년 3월 23일). “Wiz Khalifa opens up about Kanye West beef and reconciliation”. 《NME》. 2022년 12월 28일에 원본 문서에서 보존된 문서. 2022년 12월 28일에 확인함.
74. ↑  Phillips, Amy (February 11, 2016). "Kanye West New Album The Life Of Pablo Debut Live Stream: Watch It Here" 보관됨 2월 11, 2016 - 웨이백 머신. Pitchfork. Retrieved February 11, 2016.
75. ↑  West, Kanye (February 12, 2016). "The album is being mastered and will be out today ... added on a couple of tracks ...". Twitter. Retrieved February 16, 2016.
76. ↑  “Chance The Rapper Annotated His Verse on Kanye West's "Ultralight Beam"”. 《pigeonsandplanes.com》. 2016년 6월 23일에 원본 문서에서 보존된 문서. 2016년 11월 22일에 확인함.
77. ↑  Greene, Jayson (2016년 2월 15일). “Kanye West: The Life of Pablo”. 《Pitchfork》. 2016년 2월 15일에 원본 문서에서 보존된 문서. 2016년 2월 15일에 확인함.
78. ↑  Dandridge-Lemco, Ben. “Kanye West Is Updating "Wolves"”. 《The Fader》. 2016년 3월 17일에 원본 문서에서 보존된 문서. 2016년 3월 15일에 확인함.
79. ↑  Hamilton, Jack (2016년 2월 19일). “The Life of Pablo Is an Attack on the Very Idea of the Album”. 《Slate》. 2016년 3월 24일에 원본 문서에서 보존된 문서. 2016년 3월 25일에 확인함.
80. ↑  Shah, Neil (April 2016). “Kanye West's 'The Life of Pablo' Now Widely Available to Stream”. 《The Wall Street Journal》. 2016년 4월 3일에 원본 문서에서 보존된 문서. 2016년 4월 4일에 확인함.
81. ↑  “Kanye West Says   New Album Coming This Summer—Pitchfork”. 《pitchfork.com》. 2016년 2월 24일. 2016년 11월 22일에 확인함. |title=에 라인 피드 문자가 있음(위치 16) (도움말)
82. ↑  kanyewest (2016년 2월 27일). “My next album is titled "Turbo Grafx 16" as of now ...” (트윗). 2016년 3월 13일에 원본 문서에서 보존된 문서.
83. ↑  Lang, Cady (2016년 6월 3일). “Kanye West debuts 6-minute track”. 《Time》. 2018년 8월 28일에 원본 문서에서 보존된 문서. 2016년 6월 3일에 확인함.
84. ↑  “Kanye West debuts single with a bunch of all-stars”. 《Consequence of Sound》. 2016년 6월 3일. 2021년 4월 13일에 원본 문서에서 보존된 문서. 2016년 6월 3일에 확인함.
85. ↑  “Kanye West Gets Almost No Reactions From Stars Depicted Naked in "Famous" Video”. 《E! Online》. 2016년 6월 26일. 2016년 6월 28일에 원본 문서에서 보존된 문서. 2016년 6월 28일에 확인함.
86. ↑  Brandle, Lars (2016년 10월 4일). “Kanye West Reschedules 'Saint Pablo' Tour Dates Following Kim Kardashian Robbery”. 《Billboard Magazine》. 2016년 10월 8일에 원본 문서에서 보존된 문서. 2016년 10월 14일에 확인함.
87. ↑  “'Exhausted' Kanye West Cancels Tour After Bizarre Rants”. Reuters. 2016년 11월 21일. 2018년 6월 12일에 원본 문서에서 보존된 문서. 2018년 6월 7일에 확인함.
88. ↑  Blankstein, Andrew; Johnson, Alex; Margolin, Emma (2016년 11월 21일). “Kanye West Hospitalized After Canceling Tour: Sources”. NBC News. 2016년 11월 24일에 원본 문서에서 보존된 문서. 2022년 10월 17일에 확인함.
89. ↑  D'Zurilla, Christie (2016년 11월 22일). “Kanye West's doctor called 911 during breakdown, report says; Kim Kardashian skips public return”. 《Los Angeles Times》. 2016년 11월 23일에 원본 문서에서 보존된 문서. 2016년 11월 22일에 확인함.
90. ↑  Lilah, Rose (2016년 11월 24일). “Kanye West enters hospital due to sleep deprivation and extreme dehydration”. 《Hotnewhiphop》. 2016년 11월 25일에 원본 문서에서 보존된 문서. 2016년 11월 24일에 확인함.
91. ↑  Nevins, Jake (2018년 4월 18일). “Kanye West returns to Twitter, writing a philosophy book 'in real time'”. 《The Guardian》. 2018년 4월 20일에 확인함.
92. ↑  스타뉴스 2016-2-12자 기사
93. ↑  빌보드 2016-2-12 기사
94. ↑  래퍼 칸예 웨스트, 美대선서 6만표 획득
95. ↑  대선 출마한 칸예 웨스트, 한달 반만에 80억원 빚더미

## 추가 문헌
- Kanye in Oxford: The #YeezOx highlights. 2015년 4월 27일 회수.